# Somewhere Between
Somewhere Between es una serie de televisión estadounidense de drama comisionado por ABC y producido por ITV Studios America y Thunderbird Entertainment. El show es una adaptación estadounidense de la serie de televisión coreana de misterio God's Gift: 14 Days que fue transmitida en SBS. El programa sigue a una madre que viaja en el tiempo para evitar el asesinato de su hija. Es protagonizada por Paula Patton, mientras que Stephen Tolkin ejerce como guionista y productor ejecutivo. La producción inició el 7 de abril de 2017 en Vancouver. La serie fue estrenada el 24 de julio de 2017.

## Premisa
Gira alrededor de Laura Price y su hija. Después de una serie de asesinatos en las inmediaciones, Laura se da cuenta de que está reviviendo el día. Sin embargo, ella sólo tiene una oportunidad de entender lo que está sucediendo y evitar que el asesino la lastime.

## Personajes
- Paula Patton como Laura Price: Una productora local de noticias de superestrellas en San Francisco, ayudando a la policía a perseguir a un asesino en serie. Una madre ferozmente amorosa, el mundo de Laura llega a su fin cuando su hija, Serena, es secuestrada y asesinada por el asesino. Intentando suicidarse, Laura inexplicablemente se despierta una semana antes de la muerte de Serena. A partir de este momento, Laura se une con el expolicía Nico Jackson, con quien tuvo un momento similar de "retroceso" como ella, para localizar al asesino para cambiar el destino de su hija.
- Devon Sawa como Nico Jackson: Un expolicía convertido en investigador privado, Nico fue un detective de SFPD cuyo prometida, Susanna Spencer, fue asesinado; su hermano, Danny, fue condenado a muerte por el crimen, y Nico, creyendo que es culpable, testificó contra él. Luchando emocionalmente debido a su pérdida, más tarde fue despedido del departamento de policía por la brutal paliza de un civil. Pasando a un trabajo privado sin escrúpulos, Nico estuvo a punto de morir y tuvo un momento similar de "retroceso" como Laura, despertando una semana antes de la muerte de Serena. Nico se une a Laura para localizar al asesino.
- JR Bourne como Tom Price: El poderoso esposo de Laura, que también es abogado del estado, tomó previamente el caso contra Danny y lo condenó a muerte, aunque más tarde se dice que está ocultando secretos sobre el caso de Danny. Después del "retroceso" de Laura, se vuelve cada vez más preocupado por su comportamiento errático.
- Aria Birch como Serena Price: Hija de Tom y Laura que es secuestrada y ahogada por un asesino en serie apuntada por su madre, incapaz de lidiar, Laura intenta suicidarse tres meses después de la muerte de Serena en el mismo lago donde se encontró su cuerpo, pero en su lugar se despierta Una semana antes de la muerte de Serena, con la oportunidad de cambiar su destino.
- Catherine Barroll como Grace Jackson: madre de Danny y Nico, y la abuela y cuidadora de Ruby, Grace es la única persona que cree que Danny es inocente, y está desesperadamente tratando de probar su inocencia antes de ser ejecutado.
- Samantha Ferris como el Capt. Kendra Sarneau: Un capitán de la SFPD y exjefe de Nico, a cargo del esfuerzo policial para localizar al asesino.
- Noel Johansen como Danny Jackson: El hermano de Nico, el hijo menor de Grace y el padre de Ruby, Danny tiene una discapacidad intelectual heredada por su hija. Danny fue condenado por matar a tres mujeres, incluida la novia de su hermano Susanna, cuyo cuerpo fue encontrado en manos de su hermano. Armado con una gran cantidad de pruebas, la confesión de Danny y el testimonio de Nico contra él en el tribunal, con éxito, Danny es condenado a muerte. Tres meses después de la muerte de Serena, Danny es ejecutado por inyección letal, pero el "retroceso" de Nico le da la oportunidad de cambiar su destino.
- Imogen Tear como Ruby Jackson: La hija de Danny, la sobrina de Nico y la nieta de Grace, Ruby heredó la misma discapacidad intelectual que su padre, pero es feliz y libre de espíritu. Ella se convierte en amiga rápidamente con Serena, mucho a la angustia de Laura.
- Carmel Amit como Jenny: Un investigador privado y exconvicto que es el socio de Nico.
- Daniel Bacon como el Inspector Glenn 'Cupcake' Kupner: Un inspector de SFPD y viejo amigo de Nico.
- Michael St. John Smith como Gov. Preston DeKizer: El gobernador de California y fuerte partidario de la pena de muerte contra los asesinos condenados, está haciendo campaña para que se reanuden las ejecuciones, comenzando con la de Danny.
- Rebecca Staab como Colleen DeKizer: La esposa del gobernador.
- Serge Houde como Richard Ruskin: el experimentado Jefe del Estado Mayor del Gobernador, y una vieja mano política.

## Episodios
| N.º (serie) | Título                      | Director       | Guionista(s)                              | Primera emisión          | Audiencia (en millones) |
| ----------- | --------------------------- | -------------- | ----------------------------------------- | ------------------------ | ----------------------- |
| 1           | «For One to Live»           | Duane Clark    | Stephen Tolkin                            | 24 de julio de 2017      | 2.91                    |
| 2           | «2.0»                       | Duane Clark    | Stephen Tolkin                            | 25 de julio de 2017      | 1.76                    |
| 3           | «The Hunter and the Hunted» | David Frazee   | Stephen Tolkin                            | 1 de agosto de 2017      | 1.67                    |
| 4           | «Fate Takes a Holiday»      | David Frazee   | Shelley Eriksen                           | 8 de agosto de 2017      | 1.44                    |
| 5           | «Into the Fire»             | Mathias Herndl | Wil Zmak                                  | 15 de agosto de 2017     | 1.58                    |
| 6           | «Madness»                   | Mathias Herndl | Stephen Cochrane                          | 22 de agosto de 2017     | 1.61                    |
| 7           | «The Fourth Man»            | Michael Nankin | Jennica Harper                            | 29 de agosto de 2017     | 1.71                    |
| 8           | «Destiny's Child»           | Michael Nankin | Shelley Eriksen                           | 5 de septiembre de 2017  | 1.78                    |
| 9           | «Ghost»                     | David Frazee   | Wil Zmak & Geoff Nauffts & Stephen Tolkin | 12 de septiembre de 2017 | 1.62                    |
| 10          | «One Must Die»              | David Frazee   | Stephen Tolkin                            | 19 de septiembre de 2017 | 1.88                    |

## Desarrollo
El 16 de febrero de 2016, ABC anunció una orden de 10 episodios para una serie de televisión que será una remake estadounidense del show coreano God's Gift: 14 Days transmitida en SBS. El rodaje inocio en Vancouver, Canadá el 7 de marzo de 2017, para emitirse en junio de 2017. Algunos episodios son escritos por Stephen Tolkin (Legend of the Seeker, Brothers & Sisters).
El 26 de enero de 2017, fue anunciado que Paula Patton sería la protagonista. El 21 de febrero de 2017, Devon Sawa tomará el papel principal masculino. JR Bourne de (Teen Wolf) se unió al reparto 2 días después.